# Stealin’ Horses
Stealin’ Horses ist eine US-amerikanische Country-Band, die im Jahre 1988 ihr gleichnamiges Debütalbum veröffentlichte.

## Bandgeschichte
In den frühen 1980er Jahren machte sich die Band Radio Café aus Kentucky einen Namen mit Auftritten in Clubs und bei Events im mittleren Westen und Südosten der USA. Als der Zeitpunkt kam, sich für die Musik als Vollzeitbeschäftigung zu entscheiden, gingen nur die Sängerin und Texterin Kiya Heartwood und der Schlagzeuger Kopana Terry diesen Schritt. Sie benannten die Band nach einem alten Stammesritual in 'Stealin’ Horses' um und gingen bald darauf nach Nashville, um einen Vertrag mit Castle Studios zu unterzeichnen. Das Studio organisierte eine Anzahl Auftritte, um die Band bekannt zu machen, während Terry und Heartwood die Lieder für ihr Debütalbum aufnahmen, das bei Arista Records erscheinen sollte. Das Label allerdings befand die abgelieferten Stücke für unzureichend, darum reiste die Band nach Los Angeles, um unter der Leitung des Produzenten Greg Ladanyi mit einigen Studiomusikern wie dem Toto-Gitarristen Steve Lukather oder dem Keyboarder Jai Winding zu arbeiten. Während der Aufnahmen stieß Neil Young zur Band und steuerte die Mundharmonika zu einigen Liedern bei. Im Jahre 1988 erschien das Debütalbum 'Stealin’ Horses' bei Arista Records, gefolgt von der 1991 erschienenen LP 'Mesas and Mandolins'.

## Diskografie
- 1988 Stealin’ Horses
- 1991 Mesas and Mandolins